# Le Christ de pitié soutenu par saint Jean l'Évangéliste en présence de la Vierge et de deux anges
Le Christ de pitié soutenu par saint Jean l'Évangéliste en présence de la Vierge et de deux anges est un tableau du XVe siècle attribué au peintre néerlandais Jean Malouel. Cette huile sur bois de noyer est un homme de douleurs qui représente le corps mort de Jésus soutenu par l'apôtre Jean et deux anges devant Marie. Déclarée trésor national le 16 avril 2010, cette œuvre est acquise en 2012 par l'État français pour le musée du Louvre, à Paris, grâce au mécénat de l'entreprise Axa.